# 富山県立富山中部高等学校
富山県立富山中部高等学校（とやまけんりつ とやまちゅうぶこうとうがっこう、英: Toyama Prefectural Toyama Chubu High School）は、富山県富山市芝園町に所在する公立高等学校。

## 概要
富山県内の中等学校の入学志願者の増加に対応するため、1920年（大正9年）2月、富山県立神通中学校として設立された。4月1日に富山市山王町の旧富山県立薬学専門学校校舎を仮校舎にあて開校。同日、富山城跡内の富山県庁舎裏手の神通川廃川地を敷地に定めて校舎の建設に着手。1921年（大正10年）に新校舎に移転した（場所は、現在、県庁前公園がある辺りで、当時の住所は富山市古手伝町地先）。その後、1933年（昭和8年）に現在地の同市芝園町に移った。1948年（昭和23年）の学制改革によって神通中学校は神通高等学校となり、同時に男女共学となる。1969年（昭和44年）、定員40名の理数科が設けられた。2003年（平成15年）度からの3年間は、県内の他8校と併せて学力向上フロンティア・ハイスクールに指定されていた。2011年（平成23年）には理数科が廃止され、定員80名の探究科学科（理数科学科・人文社会科学科）が新設された。また、2014年（平成26年）度からはスーパーサイエンスハイスクール (SSH) に指定されている。
校舎は、創立時の校名の由来となった神通川に面した、富山市街の北西部の閑静な文教地区に位置している。

## 沿革
（沿革節の主要な出典は公式サイト）
- 1920年（大正9年）
  - 2月 - 富山県立神通中学校として設立。
  - 4月1日 - 富山市山王町の旧富山県立薬学専門学校校舎を仮校舎にあて開校[1]。
- 1921年（大正10年）3月 - 同市古手伝町の新校舎に移転。同年4月13日10時半より開校式を挙行[4]。
- 1933年（昭和8年）7月 - 同市芝園町の現在地の校舎に移転。
- 1934年（昭和9年）10月16日 - 都市計画により神通川の川畔に移転[5]。
- 1945年（昭和20年）8月1日 - 富山大空襲。本校校舎は一部被害を受ける[6]ものの焼け残る。
- 1947年（昭和22年）10月30日 - 昭和天皇が行幸（昭和天皇の戦後巡幸）[7]。
- 1948年（昭和23年）
  - 4月 - 富山県立神通高等学校と改称し、普通課程を設置。
  - 9月 - 富山県立富山中部高等学校と改称（このとき学校の所在地の関係から、旧制富山中学校は富山南部高等学校に改称された。その後富山高等学校に改称されている）。
  - 10月 - 校章を制定[8]。
- 1950年（昭和25年）2月 - 校歌が完成[9]。
- 1955年（昭和30年）5月 - 佐藤体育館披露式[10]。
- 1958年（昭和33年）9月 - 神通中学校卒業生の角川源義氏が同校で講演[11]。
- 1959年（昭和34年）9月 - 2階建て生徒ホール新築落成。階下を食堂とする[11]。
- 1964年（昭和39年）1月 - 新体育館兼講堂が完成[12]。
- 1966年（昭和41年）10月 - 図書室竣工[13]。
- 1969年（昭和44年）4月 - 理数科を設置。
- 1975年（昭和50年）9月 - 新校舎および至誠会館が竣工。
- 1986年（昭和61年）5月 -第2体育館が竣工。
- 1991年（平成3年）4月 - 全天候型テニスコートが完成。
- 1996年（平成8年）12月11日 - 第1体育館（1995年〔平成7年〕9月着工、鉄筋コンクリート2階建て延床面積3,152m2、1階人工芝のピロティ&トレーニングルーム、2階体育館）の完工式が挙行される[14]。
- 1999年（平成11年）5月 - 中国遼寧省瀋陽市の東北育才学校と友好校提携協定を締結する。
- 2003年（平成15年）4月 - 学力向上フロンティア・ハイスクールに指定される（2003年 - 2005年度の3年間指定）。
- 2011年（平成23年）4月 - 理数科の募集を停止、探究科学科を設置する。
- 2014年（平成26年）
  - 3月 - スーパーサイエンスハイスクールに指定。
  - 4月 - 新校舎が竣工、「学びの広場」や315人収容の「至誠ホール」、屋上庭園も完成。
- 2015年（平成27年）4月 ‐ グラウンドが完成。

## 教育方針
- 伝統的精神 - 鍛錬 自治 信愛
- 教育目標 - 学力の充実 品性の陶冶 心身の鍛錬
- 教育方針 - 健全な心身、優れた知性、豊かな情操を培い、民主的で自主性・創造性に満ちた人間の育成に努める

教育上の特徴として、平日に4時間、土曜日に6時間（学校がある場合）、休日に8時間という家庭学習時間（「ヨーロッパ」と呼ばれている）を習慣づける指導を学年に関係なく行うことが挙げられる。

## 設置学科
- 普通科
- 探究科学科（探究科学科は下記2学科の総称）
  - 理数科学科
  - 人文社会科学科

1学年の定員は、普通科4学級160名と探究科学科2学級80名の計240名である。

## 主な学校行事
- 4月 - 入学式、新入生合宿（1年）
- 5月 - 遠足
- 6月 - 校内競技大会
- 7月 - アメリカ研修（2年、希望者）、野外実習（1年探究科学科、立山・能登のどちらかを選択する）
- 8月 - 大学探訪［東京方面］（2年、任意）
- 9月 - 体育大会
- 10月 - 進路講演会（1・2年、2年は任意）、文化祭
- 11月- コーラスコンクール（1・2年、3年は文化祭で実施）
- 12月 - 探究科学科3校合同発表会（2年は発表、1年は見学）
- 1月 - 探究科学科課題研究発表会（2年は発表、1年は見学）
- 3月 - 卒業式、オーストラリア研修（1・2年、希望者）

## 行事の内容
新入生合宿は新入生を学習習慣に慣れさせる目的で2泊3日の日程で、国立立山青少年自然の家にて実施されている。各教科の学習内容、学習方法についての講座や、実際の授業、校歌の練習や、本校の学習の基盤となる「自学自習」の時間も設けられている。
6月に行われる校内競技大会はホーム（学級）対抗で、数種目の球技と駅伝が行われる。
8月に行われる大学探訪では、東京にある大学や企業・官庁を訪問して実際に施設を見学したり、大学生や社会人から話を聞いて、進路についての意識を深めることを目的にしている。1泊2日で実施され、ホテルでは東大に進学した本校OB、OGと語る機会も設けられている。夏休み期間には、理系生徒を対象にした東京大・富山大実習も行われ、2年生は大学探訪か実習のどちらかに参加することを推奨される。
毎年9月初旬に行われる体育大会はこの学校最大の行事であり、唯一校外に公開される行事のため周辺住民やOB、OGなども観戦に訪れる。本校独自の競技も多数ある。陸上ボートという競技は、怪我人が出たために一度中止されたこともあったが、OBが現役に介入しないこと、規定時間・場所以外での練習や準備を厳禁することなどを生徒に課す安全対策をとった上で再開され、現在まで継続している。
文化祭では3年生のコーラスコンクールが行われるほか、各学芸部が企画・展示・発表を行う。かつては各ホーム（学級）で出し物をしていたが、新校舎に移行してからは行われていない。また、文化祭の改革もしばしば生徒会の議題にあがる。

## 生徒会活動

### 生徒会執行部
生徒会長1名を筆頭に、副会長・書記・会計を各2名、学年委員を各学年2名ずつ設ける。このうち生徒会長と学年委員については、演説ののちに全生徒による投票によって選ばれる。

### ホーム役員
生徒と担任で家庭のような共同体を作り上げようという狙いから、学級は「ホーム」と呼称される（例：1年1ホーム、11H）。ホーム長・副ホーム長各1名を筆頭に、書記1名、会計2名を設ける。また、代議員・選挙管理委員・ホームルーム運営委員・新聞編集委員・神通編集委員（「神通」は年1回発行の学校誌）等が選出される。

## 部活動

### 運動部
- 野球部
- 卓球部
- 柔道部
- 剣道部
- 山岳部
- 陸上競技部
- サッカー部

- テニス部
- アーチェリー部
- ソフトテニス部
- バドミントン部
- バスケットボール部
- バレーボール部
- ハンドボール部
- ソフトボール部

### 学芸部
- 書道部
- 演劇部
- 写真部
- 放送部
- 茶道部
- 文芸部

- SS化学部
- SS生物部
- 美術部
- 英会話部
- コーラス部
- 吹奏楽部
- 華道部
- 家庭部
- 囲碁・将棋部
- SS情報部（旧コンピュータ部・映画部）
- SS数学部
- SS物理部（地学部門が存在）

## 進路状況
2024年度の合格者数は、東京大学15名、京都大学8名、東京大学・京都大学以外の旧帝国大学計54名、国公立大医学部医学科計34名、早稲田大学30名、慶應義塾大学18名など。

## 校歌
作詞：西條八十、作曲：服部良一

## 著名な出身者
括弧内は卒年を表す。

### 実業
- 角川源義[11]（1935年） - 角川書店創業者
- 数土文夫（1959年） - 東京電力会長、NHK経営委員長、JFEホールディングス社長
- 永原功（1967年） - 北陸電力社長
- 片山浄見（1968年） - 育英センター、学校法人片山学園理事長
- 麦野英順（1975年） - 北陸銀行会長、富山県公安委員会委員長
- 吉崎達彦（1979年） - エコノミスト、双日総合研究所副所長
- 木村剛（1981年） - 経済評論家、日本振興銀行会長
- 蜷川真夫 - ジェイ・キャスト代表取締役、『AERA』編集長
- 森田和郎 （1973年）- プログラマ、実業家

### 芸能
- 坂田信久（1959年） - 日本テレビディレクター、東京ヴェルディ1969社長、国士舘大学大学院教授
- 須藤晃（1972年） - 音楽プロデューサー
- 本木克英（1982年） - 映画監督、代表作「釣りバカ日誌イレブン～13」・「ゲゲゲの鬼太郎」
- 市井昌秀 - 映画監督
- あきぴで - YouTuber

### 学者
- 西修（1959年） - 憲法学者、駒澤大学名誉教授
- 坂東眞理子（1965年） - 昭和女子大学学長、『女性の品格』の著者
- 織田孝幸（1968年） - 東京大学名誉教授
- 水島司（1971年） - 東京大学名誉教授
- 田中耕一（1978年） - ノーベル化学賞受賞者
- 山下裕子（1981年） 一橋大学大学院経営管理研究科教授、北陸電力取締役
- 嶋田毅 - グロービス経営大学院大学教授
- 白川功 - 工学者、大阪大学名誉教授、元電子情報通信学会副会長
- 長棟輝行 - 工学者、東京大学名誉教授
- 中野香織 - エッセイスト・服飾史家、明治大学特任教授
- 嶋作一大 - 天文学者、東京大学大学院理学系研究科准教授
- 作野誠一 - 体育学者、早稲田大学スポーツ科学学術院教授
- 滑川徹 - 工学者、慶應義塾大学理工学部教授
- 酒井康彦 - 工学者、名古屋大学大学院工学研究科教授
- 洲崎惠三 - ドイツ文学者、筑波大学名誉教授
- 田林明 - 人文地理学者
- 藤井一至 - 土壌学者、森林研究・整備機構森林総合研究所主任研究員
- 本田雅俊 - 政治学者
- 飛田康裕 - インド哲学・仏教学者

### 政治
- 広野允士（1961年） - 参議院議員
- 石井隆一（1964年） - 公選第17-20代富山県知事、第26代消防庁長官 [16]
- 井上義久（1966年） - 衆議院議員、公明党幹事長
- 森雅志（1971年） - 第1-3代富山市長
- 高橋はるみ（1972年） - 参議院議員、公選第15-18代北海道知事
- 夏野修（1973年） - 第3代砺波市長
- 武隈義一（1986年） - 第5代黒部市長、厚生労働省石川労働局長
- 吉田豊史（1988年） - 衆議院議員
- 藤井大輔（1991年） - 富山県議会議員、編集者

### 行政
- 谷内正太郎（1962年） - 初代国家安全保障局長、外務事務次官
- 横井裕（1973年） - 駐中華人民共和国特命全権大使
- 林則清 - 警察庁刑事局長、警視庁副総監
- 宮島彰 - 厚生労働省医薬局長、医薬品医療機器総合機構理事長
- 針原寿朗 - 農林水産審議官
- 佐々木良 - 国土交通省国土交通政策研究所長
- 齋藤敏夫 - 防衛省防衛研究所長
- 筒井和人 - 防衛省技術研究本部副本部長
- 小善真司 - 国土交通省政策統括官、茨城県副知事[17]

### マスコミ
- 岡本幸一郎（1987年） - モータージャーナリスト
- 菓子浩 - NHKドラマプロデューサー
- 粟島佳奈子 - 北日本放送アナウンサー
- 柳川明子 - 北日本放送アナウンサー
- 木下瑠音 - 元仙台放送アナウンサー
- 中村亜裕美 - 元エフエム東京アナウンサー
- 森開こゆき - 元テレビ金沢アナウンサー

### スポーツ
- 伊藤秀雄 - 柔道家
- 三栗崇 - 体操選手、ローマ五輪・東京五輪金メダリスト
- 宮崎集 - トライアスロン選手

## アクセス
- 北陸新幹線・あいの風とやま鉄道線・高山本線富山駅、富山地方鉄道本線電鉄富山駅、富山地方鉄道富山港線富山駅北口から徒歩約16分。
- 富山地方鉄道富山軌道線（市電）県庁前・安野屋両電停から徒歩約5分。
- 富山地方鉄道（バス）安野屋町バス停から徒歩約5分、神通町バス停から徒歩約8分、市役所前バス停から徒歩約10分。
- 富山市コミュニティバス「まいどはや」中央ルートサンシップとやま前バス停から徒歩約3分。